# دوغ مارتن (لاعب كرة قدم أمريكية أمريكي)
دوغ مارتن (بالإنجليزية: Doug Martin)‏ هو لاعب كرة قدم أمريكية أمريكي، ولد في 13 يناير 1989 في أوكلاند في الولايات المتحدة.

## وصلات خارجية
- دوغ مارتن (لاعب كرة قدم أمريكية أمريكي) على موقع إي إس بي إن.كوم (أن.أف.أل)3
- دوغ مارتن (لاعب كرة قدم أمريكية أمريكي) على موقع مرجع كرة القدم المحترفة.كوم (الإنجليزية)
- دوغ مارتن (لاعب كرة قدم أمريكية أمريكي) على موقع كلية كرة القدم في سبورتس رفرنس.كوم (الإنجليزية)